# Gavarnie-Gèdre
Gavarnie-Gèdre is een gemeente in het Franse departement Hautes-Pyrénées (regio Occitanie). De plaats maakt deel uit van het arrondissement Argelès-Gazost. Gavarnie-Gèdre is op 1 januari 2016 ontstaan door de fusie van de gemeenten Gavarnie en Gèdre. De gemeente telde 341 inwoners op 1 januari 2022.

## Geografie
De oppervlakte van Gavarnie-Gèdre bedroeg op 1 januari 2022 227,11 vierkante kilometer; de bevolkingsdichtheid was toen 1,5 inwoners per km².

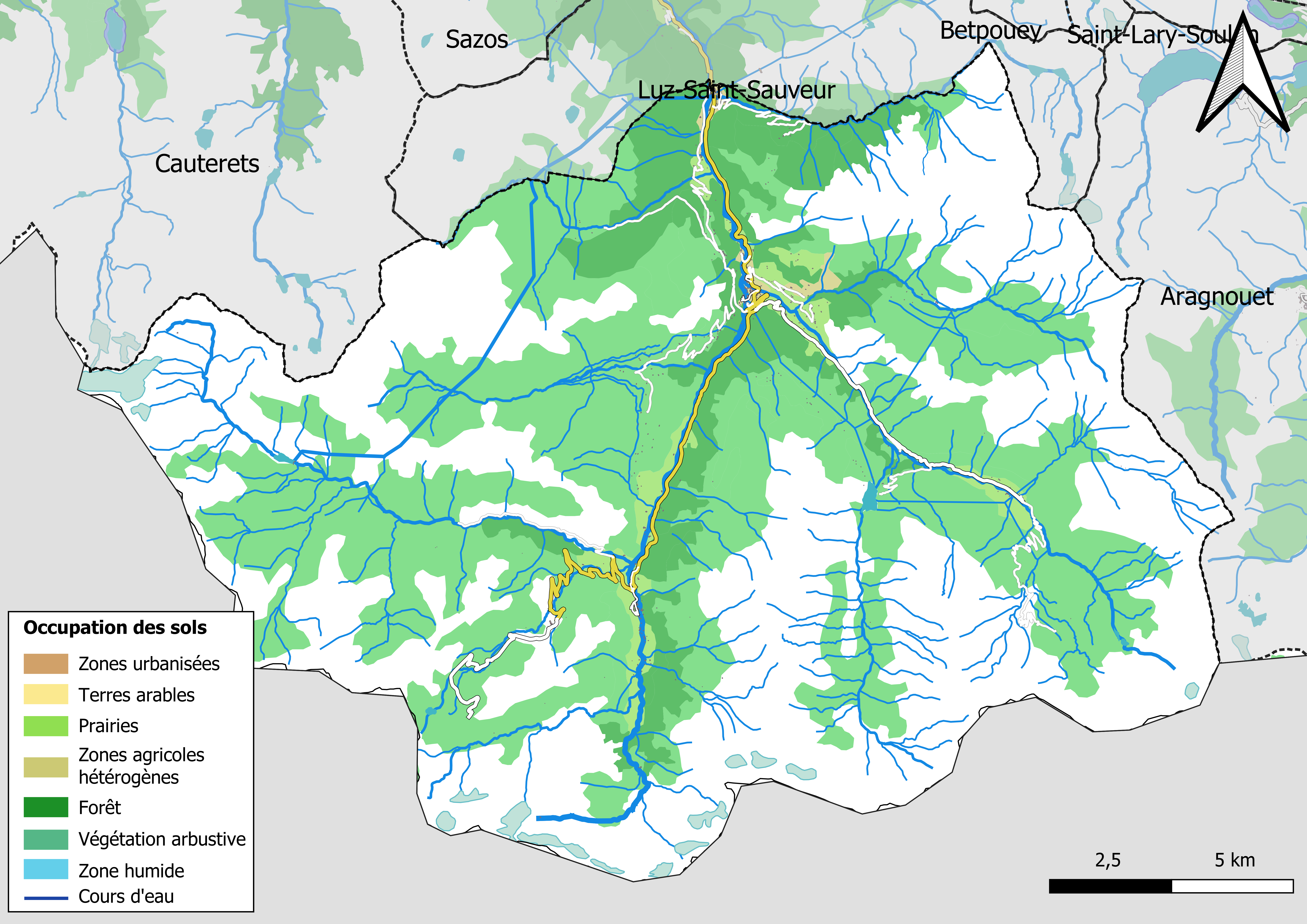
Kaart van de gemeente met belangrijkste infrastructuur, bodemgebruik en omliggende gemeenten